# Resolution 649 des UN-Sicherheitsrates
Die Resolution 649 des UN-Sicherheitsrates ist eine Resolution, die der Sicherheitsrat der Vereinten Nationen in seiner 2909. Sitzung am 12. März 1990 einstimmig beschloss. Nach Kenntnisnahme eines Berichts des Generalsekretärs über ein kürzlich stattgefundenes Treffen zwischen den Führern der beiden Bevölkerungsgruppen in Zypern und unter Hinweis auf die Resolution 367 (1975) brachte der Rat sein Bedauern darüber zum Ausdruck, dass in den 25 Jahren seit der Aufstellung der Friedenstruppe der Vereinten Nationen in Zypern keine Lösung für die Situation gefunden wurde.
Der Rat bekräftigte insbesondere die Treffen zwischen den Führern der griechisch-zyprischen und der türkisch-zyprischen Volksgruppe in den Jahren 1977 und 1979, in denen sie sich zur Gründung einer zweigemeinschaftlichen Bundesrepublik Zypern verpflichteten. Er forderte beide nachdrücklich auf, sich gemeinsam mit dem Generalsekretär weiterhin um eine für beide Seiten annehmbare Lösung für die Errichtung einer Föderation zu bemühen, und rief beide auf, eine 1989 vereinbarte Gesamtvereinbarung abzuschließen.
In der Resolution 649 wurde der Generalsekretär aufgefordert, den beiden Führern Vorschläge zur Lösung der Situation zu unterbreiten und bis zum 31. Mai 1990 über den Stand der Gespräche zu berichten.

## Externe Quellen
- Text der Resolution auf undocs.org